# Alan López
Alan Alfredo López Rosales (Guadalajara, Jalisco México, 21 de junio de 1990) es un futbolista mexicano que juega en la demarcación de portero en el Venados Fútbol Club del Liga de Ascenso de México.

## Trayectoria
Empezó su carrera en 2007 jugando en Atlas de la Tercera División, Después se fue al Atlas de la Segunda División, al cual se unió al equipo de segunda división de Loros de la Universidad de Colima, Después se fue al equipo también de segunda división Tampico Madero Fútbol Club, y su desempeño lo llevó a ser registrado como tercer portero del Atlas de Guadalajara. 

### Clubes
| Club                              | País                | Año             | Partidos |
| --------------------------------- | ------------------- | --------------- | -------- |
| Loros de la Universidad de Colima | México              | 2010 - 2011     | 2        |
| Tampico Madero Fútbol Club        | México              | 2011 - 2012     | 29       |
| Club Atlas de Guadalajara         | México              | 2012 - 2016     | 11       |
| Venados Fútbol Club               | México              | 2016 - 2017     | 14       |
| Total en su carrera               | Total en su carrera | 2010 - Presente | 56       |